# Synagoge (Turek)
Koordinaten: 52° 1′ 0,5″ N, 18° 29′ 57,1″ O

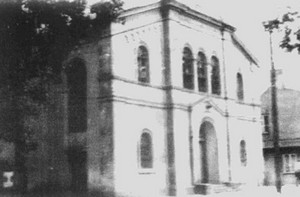
Synagoge in Turek

Die Synagoge in Turek, einer polnischen Stadt in der Woiwodschaft Großpolen, wurde in den 1850er Jahren errichtet. Die profanierte Synagoge wurde von den deutschen Besatzern verwüstet. Nach dem Zweiten Weltkrieg wurde das Gebäude von einer Konsumgenossenschaft als Lager genutzt und in den 1970er Jahren abgerissen, wobei nur die Südwand stehen blieb. Der Neubau wurde als Kino genutzt, so dass heute vom ursprünglichen Bau nichts mehr zu erkennen ist.